# 뉴촌 (미에현)
뉴촌(丹生村)은 일본 미에현 다키군에 설치되었던 촌이다. 현재의 다키정의 일부에 해당한다.